# Fly from the Inside
Singles de Shinedown
45
(2003)
Fly from the Inside est le premier single du groupe Shinedown sorti en 2003.

## Liste des chansons
| No | Titre               | Durée |
| -- | ------------------- | ----- |
| 1. | Fly From The Inside | 3:55  |

## Performance dans les charts
| Charts                           | Meilleur position |
| -------------------------------- | ----------------- |
| Billboard Mainstream Rock Tracks | 5                 |
| Billboard Modern Rock Tracks     | 34                |